# Nuri Demirağ Nu D.36
Nuri Demirağ Nu D.36 byl turecký dvoumístný cvičný dvouplošník postavený v 30. létech 20. století firmou Nuri Demirağ Tayyare Fabrikası v Istanbulu pro tureckou armádu. Bylo první letadlo původní konstrukce vyrobené v Turecku.

## Vznik a vývoj
Nuri Demirag (1886, Divriği u Sivasu – 13. listopadu 1957, Istanbul) byl politik a bohatý turecký podnikatel, průmyslník a filantrop. Položil základy tureckého leteckého průmyslu v roce 1936, kdy založil v istanbulském Yeşilköy/Bakırköy továrnu na výrobu letadel.
Toto letadlo postavili němečtí inženýři ve 30. letech, kteří pracovali v Turecku na základě smlouvy, a inženýr Selahattin Reşit Alan. Ve své konstrukci byl Nu D.36 blízký německému cvičnému letounu Bücker Bü 131.

## Popis letounu
Nu D.36 byl jednomotorový dvouplošník s nestejným rozpětím křídel a pevným konvenčním podvozkem. Měl dva otevřené tandemové kokpity pro pilota a žáka. Byl poháněn československým devítiválcovým hvězdicovým motorem Walter Gemma I o nominálním výkonu 150 k (110 kW).

## Použití
Turecká letecká asociace THK (Türk Hava Kurumu, Turkish Aeronautical Assiociation) zadala v letech 1937–1938 objednávku na výrobu a dodávku 24 letounů Nu D.36. Bylo jich však vyrobeno jen 12 a ještě byly původně k dispozici jejich výrobci, protože letecká asociace je nepřevzala pro nehodu tohoto letounu v červenci 1938. Po tomto incidentu THK požadovala dále testovat schopnosti letadla. Demirag se pokoušel prodat letadla do zahraničí (Egypt, Írán, Irák a Španělsko). Tento prodej se však neuskutečnil kvůli odporu turecké vlády. Demirağova letadla byla schválena pro provoz, když prošla všemi zkouškami v září 1939. Letadla byla potom přidělena k soukromé letecké škole Gök Uçus Okulu otevřené od 17. srpna 1941 na místě současného Atatürkova letiště v Istanbulu.
Během leteckých dnů pořádaných každoročně Nuri Demirağem byla předváděna letadla typu Nu D. 36 a Nu D.38. Akce byla velmi navštěvována a veřejnost s velkou zvědavostí a zájmem sledovala demonstrační lety v Turecku vyrobených letadel. Továrně Demirag se podařilo zachovat činnost díky smlouvám o údržbě letadel tureckého letectva až do 50. let, kdy definitivně musela ukončit svoji činnost.

## Uživatelé

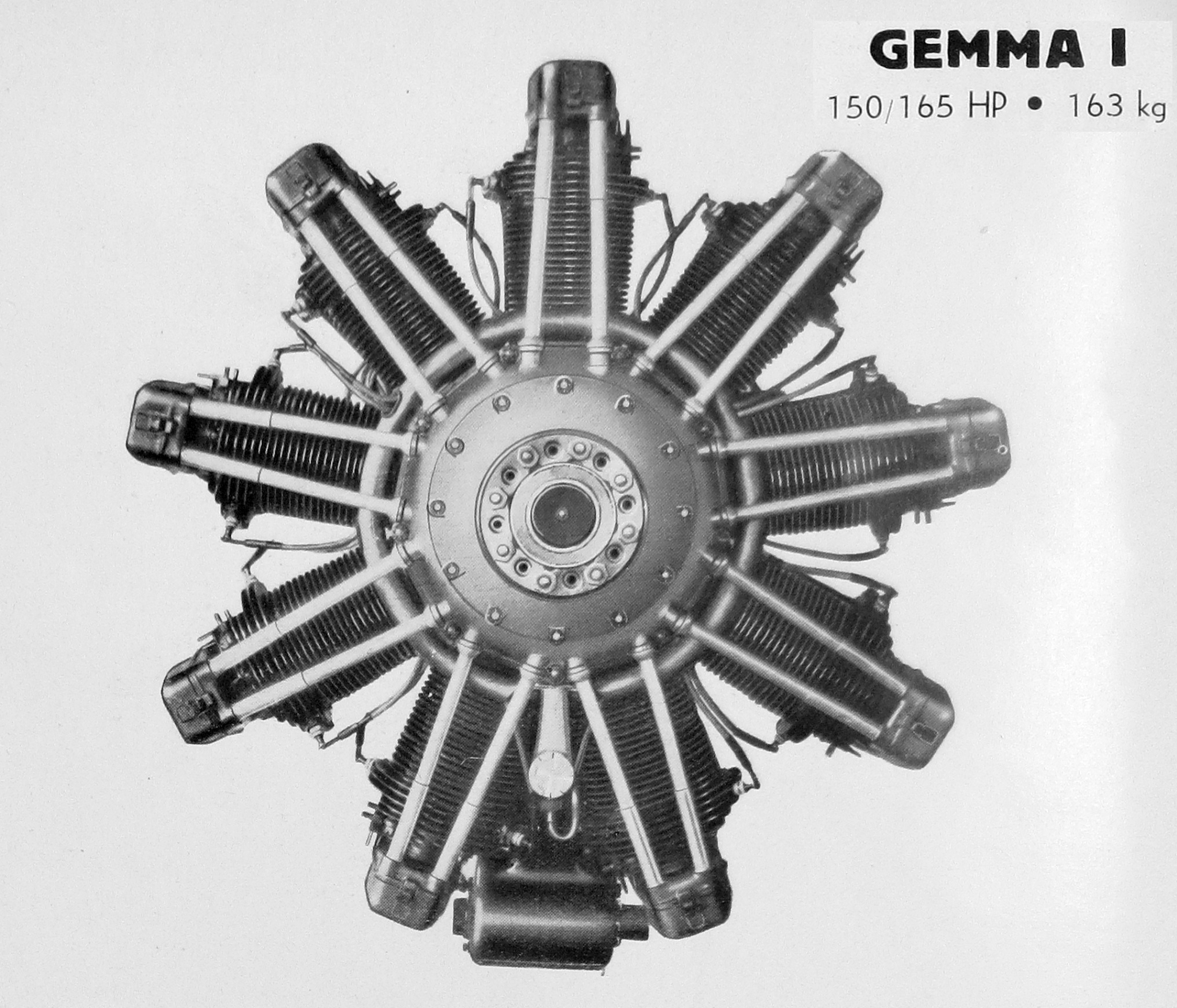
Walter Gemma (1933)

- Turecko
  - Turecké letectvo

## Specifikace
Údaje dle

### Technické údaje
- Posádka: 2 (pilot a žák)
- Rozpětí : 9,74  m
- Délka : 7,30  m
- Výška : 2,44  m
- Nosná plocha : 21,8 m2
- Plošné zatížení : 45,9 kg/m2
- Hmotnost prázdného letadla : 650 kg
- Vzletová hmotnost : 1 000 kg
- Pohonná jednotka : devítiválcový hvězdicový motor Walter Gemma
  - Nominální, jmenovitý výkon: 150 k (110,3 kW) při 1785 ot/min
  - Maximální (vzletový) výkon: 165 k (121,3 kW) při 1850 ot/min
- Vrtule : dvoulistá, pevná dřevěná vrtule

### Výkony
- Maximální rychlost : 182 km/h
- Cestovní rychlost : 158 km/h
- Přistávací rychlost : 85 km/h
- Praktický dostup : 3 350 m
- Stoupavost: do 500 m 2 min., do 1500 m 10 minut
- Dolet: 500 km
- Vytrvalost: 3 h 30 min.